# Ligue 1 2025-26
La Ligue 1 2025-26 es la 88.ª edición de la máxima competición profesional de fútbol en Francia, la 24.ª edición desde que pasó de ser Division nationale a Ligue 1, la 3.ª edición consecutiva con 18 equipos participantes y la 2.ª edición bajo el nombre de Ligue 1 McDonald's (por razones de patrocinio). Organizado por la Ligue de Football Professionnel (LFP), el torneo comenzó el 15 de agosto de 2025 y finalizara el 16 de mayo de 2026.
Un total de 18 equipos participan en la competición, incluyendo 15 equipos de la temporada anterior, 2 provenientes de la Ligue 2 2024-25 y el ganador del playoff.
El Olympique de Lyon había sido descendido a la Ligue 2 debido a problemas relacionados con una mala gestión financiera, sin embargo, el club presentó una apelación ante la Dirección Nacional de Gestión de Control, la cual fue aceptada, por lo que se revocó su penalización y el equipo fue readmitido en la máxima categoría, además de mantener su plaza en la edición 2025-26 de la Europa League.
El Paris Saint-Germain es el campeón defensor.

## Sistema de competición
La competición consta de un grupo único integrado por dieciocho clubes de toda la geografía francesa. Siguiendo un sistema de liga, los dieciocho equipos se enfrentan todos contra todos en dos ocasiones, una en campo propio y otra en campo contrario, sumando un total de 34 jornadas. El orden de los encuentros se decide por sorteo antes de empezar la competición y la clasificación final se establece teniendo en cuenta los puntos obtenidos en cada enfrentamiento, a razón de tres por partido ganado, uno por empate y ninguno en caso de derrota.

### Clasificación para competiciones europeas
Los cuatro mejores equipos se clasificarán para la Liga de Campeones de la UEFA 2026-27. El campeón de la Copa de Francia 2025-26 y el siguiente mejor equipo ubicado no clasificados a la Liga de Campeones de la UEFA 2026-27 clasificarán a la Liga Europa de la UEFA 2026-27. El siguiente mejor equipo ubicado y no clasificado a la Liga de Campeones de la UEFA 2026-27 y a la Liga Europa de la UEFA 2026-27 clasificará a la Liga Conferencia de la UEFA 2026-27 y los últimos dos descenderán a la Ligue 2 2026-27.
No obstante, esta distribución se puede ver alterada si alguno de los equipos que han obtenido una plaza en alguna competición europea a través de las competiciones nacionales hubiera obtenido una plaza diferente tras la consecución de algún título europeo en la misma temporada, o hubiera obtenido dos plazas distintas en competiciones nacionales (una a través de la Liga y otra a través de la Copa), provocando así las siguientes dos excepciones:
- Excepción de la Copa de Francia: Si un equipo obtiene una plaza para la Liga Europa de la UEFA por ganar la Copa de Francia, pero finaliza la temporada entre los cuatro primeros clasificados de la Ligue 1, la plaza obtenida en Copa pasa al quinto clasificado, siendo el equipo clasificado en séptimo lugar quien acceda a la plaza de la Liga Conferencia de la UEFA.

### Reglamento
La clasificación se determina según el siguiente baremo de puntos: una victoria otorga tres puntos, un empate uno, y una derrota no concede ningún punto.
En caso de igualdad de puntos, los criterios de desempate son los siguientes:
1. Mayor diferencia de goles general;
2. Mayor número de puntos en los enfrentamientos directos;
3. Mayor diferencia de goles en los enfrentamientos directos;
4. Mayor número de goles en los enfrentamientos directos;
5. Mayor número de goles como visitante en los enfrentamientos directos;
6. Mayor número de goles marcados;
7. Mayor número de goles marcados como visitante;
8. Mejor posición en el Reto del juego limpio (un punto por jugador amonestado, tres puntos por jugador expulsado).

Las reglas 2, 3, 4 y 5 relativas al desempate entre clubes solo se aplican si se han disputado ambos partidos entre los equipos implicados.
Mientras estos dos partidos no se hayan jugado, se aplicarán prioritariamente las reglas 6, 7 y 8, en el orden indicado.

## Relevos
Dieciocho equipos compiten en la liga: los 15 mejores equipos de la Ligue 1 2024-25 y los 3 equipos promovidos de la Ligue 2 2024-25.
Lorient (que regresó a la máxima categoría después de 1 año de ausencia), Paris (que regresa a la máxima categoría después de 46 años de ausencia) y Metz (que regresó a la máxima categoría después de 1 año de ausencia) ascendieron después de terminar primero, segundo y tercero en la Ligue 2 2024-25, respectivamente. Reemplazaron a Montpellier (descendió después de 16 años en la máxima categoría), Saint-Étienne (descendió después de 1 año en la máxima categoría) y Reims (descendió después de 7 años en la máxima categoría), que descendieron a la Ligue 2 2025-26, respectivamente.
| Pos. | Descendidos a Ligue 2                 |
| ---- | ------------------------------------- |
| 16.º | Stade de Reims                        |
| 17.º | Association Sportive de Saint-Étienne |
| 18.º | Montpellier Hérault Sport Club        |

| Pos. | Ascendidos de Ligue 2 |
| ---- | --------------------- |
| 1.º  | Football Club Lorient |
| 2.º  | Paris Football Club   |
| 3.º  | Football Club de Metz |

## Información
| Equipo                                    | Ciudad      | Entrenador                   | Estadio                | Capacidad | Proveedor          |
| ----------------------------------------- | ----------- | ---------------------------- | ---------------------- | --------- | ------------------ |
| Angers Sporting Club Ouest                | Angers      | Alexandre Dujeux             | Stade Raymond Kopa     | 18 752    | Nike               |
| Association de la Jeunesse Auxerroise     | Auxerre     | Christophe Pélissier         | Stade Abbé Deschamps   | 21 379    | Macron             |
| Stade Brestois 29                         | Brest       | Éric Roy                     | Stade Francis-Le Blé   | 15 931    | Adidas             |
| Le Havre Athletic Club                    | El Havre    | Didier Digard                | Stade Océane           | 25 178    | Joma               |
| Racing Club de Lens                       | Lens        | Pierre Sage                  | Stade Bollaert-Delelis | 38 223    | Puma               |
| Lille Olympique Sporting Club             | Lille       | Bruno Génésio                | Decathlon Arena        | 50 186    | New Balance        |
| Football Club Lorient                     | Lorient     | Olivier Pantaloni            | Stade du Moustoir      | 18 890    | Umbro              |
| Olympique de Lyon                         | Lyon        | Paulo Fonseca                | Groupama Stadium       | 59 186    | Adidas             |
| Olympique de Marsella                     | Marsella    | Roberto De Zerbi             | Orange Vélodrome       | 67 394    | Puma               |
| Football Club de Metz                     | Metz        | Stéphane Le Mignan           | Stade Saint-Symphorien | 28 786    | Kappa              |
| Association Sportive Monaco Football Club | Fontvieille | Adi Hütter                   | Stade Louis II         | 18 523    | Mizuno Corporation |
| Football Club de Nantes                   | Nantes      | Luís Castro                  | Stade de la Beaujoire  | 35 322    | Macron             |
| Olympique Gymnaste Club de Niza           | Niza        | Franck Haise                 | Allianz Riviera        | 36 178    | Kappa              |
| Paris Football Club                       | París       | Stéphane Gilli               | Stade Jean-Bouin       | 20 000    | Adidas             |
| Paris Saint-Germain Football Club         | París       | Luis Enrique Martínez García | Parc des Princes       | 48 229    | Nike               |
| Racing Estrasburgo                        | Estrasburgo | Liam Rosenior                | Stade de la Meinau     | 29 230    | Adidas             |
| Stade Rennes Football Club                | Rennes      | Habib Beye                   | Roazhon Park           | 29 778    | Puma               |
| Toulouse Football Club                    | Toulouse    | Carles Martínez Novell       | Stadium de Toulouse    | 33 150    | Nike               |

### Cambios de entrenadores
| Equipo      | Entrenador (Jornadas) | Fecha de vacante   | Tipo de salida | Posición en la tabla | Entrenador entrante | Fecha de nombramiento |
| ----------- | --------------------- | ------------------ | -------------- | -------------------- | ------------------- | --------------------- |
| Racing Lens | Will Still            | 20 de mayo de 2025 | Renuncia       | Pretemporada         | Pierre Sage         | 2 de junio de 2025    |
| FC Nantes   | Antoine Kombouaré     | 20 de mayo de 2025 | Mutuo acuerdo  | Pretemporada         | Luís Castro         | 16 de junio de 2025   |

## Clasificación
| Pos. | Equipo                | Pts. | PJ | G | E | P | GF | GC | Dif. | Clasificación 2026-27                                |
| ---- | --------------------- | ---- | -- | - | - | - | -- | -- | ---- | ---------------------------------------------------- |
| 1    | AS Monaco             | 3    | 1  | 1 | 0 | 0 | 3  | 1  | +2   | Fase de liga de la Liga de Campeones                 |
| 2    | AJ Auxerre            | 3    | 1  | 1 | 0 | 0 | 1  | 0  | +1   | Fase de liga de la Liga de Campeones                 |
| 3    | Angers SCO            | 3    | 1  | 1 | 0 | 0 | 1  | 0  | +1   | Fase de liga de la Liga de Campeones                 |
| 4    | Stade Rennes          | 3    | 1  | 1 | 0 | 0 | 1  | 0  | +1   | Tercera ronda clasificatoria de la Liga de Campeones |
| 5    | Olympique de Lyon     | 3    | 1  | 1 | 0 | 0 | 1  | 0  | +1   | Fase de liga de la Liga Europa                       |
| 6    | Paris Saint-Germain   | 3    | 1  | 1 | 0 | 0 | 1  | 0  | +1   | Ronda de Play-Off de la Liga Conferencia             |
| 7    | Racing Estrasburgo    | 3    | 1  | 1 | 0 | 0 | 1  | 0  | +1   |                                                      |
| 8    | Toulouse FC           | 3    | 1  | 1 | 0 | 0 | 1  | 0  | +1   |                                                      |
| 9    | Lille OSC             | 1    | 1  | 0 | 1 | 0 | 3  | 3  | 0    |                                                      |
| 10   | Stade Brest           | 1    | 1  | 0 | 1 | 0 | 3  | 3  | 0    |                                                      |
| 11   | FC Lorient            | 0    | 1  | 0 | 0 | 1 | 0  | 1  | −1   |                                                      |
| 12   | FC Metz               | 0    | 1  | 0 | 0 | 1 | 0  | 1  | −1   |                                                      |
| 13   | FC Nantes             | 0    | 1  | 0 | 0 | 1 | 0  | 1  | −1   |                                                      |
| 14   | OGC Niza              | 0    | 1  | 0 | 0 | 1 | 0  | 1  | −1   |                                                      |
| 15   | Olympique de Marsella | 0    | 1  | 0 | 0 | 1 | 0  | 1  | −1   |                                                      |
| 16   | Paris FC              | 0    | 1  | 0 | 0 | 1 | 0  | 1  | −1   | Play-offs de promoción de categoría                  |
| 17   | Racing Lens           | 0    | 1  | 0 | 0 | 1 | 0  | 1  | −1   | Descenso a la Ligue 2                                |
| 18   | Le Havre Athletic     | 0    | 1  | 0 | 0 | 1 | 1  | 3  | −2   | Descenso a la Ligue 2                                |

Actualizado a los partidos jugados el 17 de agosto de 2025.
 Fuente: Ligue 1
Criterios de clasificación: Puntos · Diferencia de goles · Goles a favor · Puntos en enfrentamientos directos Diferencia de goles en enfrentamientos directos · Goles marcados en enfrentamientos directos · Goles marcados fuera de casa en enfrentamientos directos · Fair Play · Play-off

## Resultados
| Rennes  | 1 – 0 | Marsella              | Roazhon Park              | 15 de agosto | 20:45 |
| Lens    | 0 – 1 | Lyon                  | Stade Bollaert-Delelis    | 16 de agosto | 17:00 |
| Mónaco  | 3 – 1 | Havre                 | Stade Louis II            | 16 de agosto | 19:00 |
| Niza    | 0 – 1 | Toulouse              | Allianz Riviera           | 16 de agosto | 21:05 |
| Brest   | 3 – 3 | Lille                 | Stade Francis-Le Blé      | 17 de agosto | 15:00 |
| Auxerre | 1 – 0 | Lorient               | Stade de l'Abbé-Deschamps | 17 de agosto | 17:15 |
| Angers  | 1 – 0 | Paris                 | Stade Raymond Kopa        | 17 de agosto | 17:15 |
| Metz    | 0 – 1 | Racing de Estrasburgo | Stade Saint-Symphorien    | 17 de agosto | 17:15 |
| Nantes  | 0 – 1 | París Saint-Germain   | Stade de la Beaujoire     | 17 de agosto | 20:45 |

| Paris Saint-Germain | v.s. | Angers  | Parc des Princes    | 22 de agosto | 20:45 |
| Marsella            | v.s. | Paris   | Orange Vélodrome    | 23 de agosto | 17:00 |
| Niza                | v.s. | Auxerre | Allianz Riviera     | 23 de agosto | 19:00 |
| Lyon                | v.s. | Metz    | Groupama Stadium    | 23 de agosto | 21:05 |
| Lorient             | v.s. | Rennes  | Stade du Moustoir   | 24 de agosto | 15:00 |
| Racing Estrasburgo  | v.s. | Nantes  | Stade de la Meinau  | 24 de agosto | 17:15 |
| Toulouse            | v.s. | Brest   | Stadium de Toulouse | 24 de agosto | 17:15 |
| Le Havre            | v.s. | Lens    | Stade Océane        | 24 de agosto | 17:15 |
| Lille               | v.s. | Monaco  | Decathlon Arena     | 24 de agosto | 20:45 |

| Lens     | v.s. | Brest               | Stade Bollaert-Delelis | 29 de agosto | 20:45 |
| Lorient  | v.s. | Lille               | Stade du Moustoir      | 30 de agosto | 17:00 |
| Nantes   | v.s. | Auxerre             | Stade de la Beaujoire  | 30 de agosto | 19:00 |
| Toulouse | v.s. | Paris Saint-Germain | Stadium de Toulouse    | 30 de agosto | 21:05 |
| Angers   | v.s. | Rennes              | Stade Raymond Kopa     | 31 de agosto | 15:00 |
| Paris    | v.s. | Metz                | Stade Jean-Bouin       | 31 de agosto | 17:15 |
| Monaco   | v.s. | Racing Estrasburgo  | Stade Louis II         | 31 de agosto | 17:15 |
| Le Havre | v.s. | Niza                | Stade Océane           | 31 de agosto | 17:15 |
| Lyon     | v.s. | Marsella            | Groupama Stadium       | 31 de agosto | 20:45 |

|  | v.s. |  |  | Por definir | Por definir |
|  | v.s. |  |  | Por definir | Por definir |
|  | v.s. |  |  | Por definir | Por definir |
|  | v.s. |  |  | Por definir | Por definir |
|  | v.s. |  |  | Por definir | Por definir |
|  | v.s. |  |  | Por definir | Por definir |
|  | v.s. |  |  | Por definir | Por definir |
|  | v.s. |  |  | Por definir | Por definir |

|  | v.s. |  |  | Por definir | Por definir |
|  | v.s. |  |  | Por definir | Por definir |
|  | v.s. |  |  | Por definir | Por definir |
|  | v.s. |  |  | Por definir | Por definir |
|  | v.s. |  |  | Por definir | Por definir |
|  | v.s. |  |  | Por definir | Por definir |
|  | v.s. |  |  | Por definir | Por definir |
|  | v.s. |  |  | Por definir | Por definir |

|  | v.s. |  |  | Por definir | Por definir |
|  | v.s. |  |  | Por definir | Por definir |
|  | v.s. |  |  | Por definir | Por definir |
|  | v.s. |  |  | Por definir | Por definir |
|  | v.s. |  |  | Por definir | Por definir |
|  | v.s. |  |  | Por definir | Por definir |
|  | v.s. |  |  | Por definir | Por definir |
|  | v.s. |  |  | Por definir | Por definir |

|  | v.s. |  |  | Por definir | Por definir |
|  | v.s. |  |  | Por definir | Por definir |
|  | v.s. |  |  | Por definir | Por definir |
|  | v.s. |  |  | Por definir | Por definir |
|  | v.s. |  |  | Por definir | Por definir |
|  | v.s. |  |  | Por definir | Por definir |
|  | v.s. |  |  | Por definir | Por definir |
|  | v.s. |  |  | Por definir | Por definir |

|  | v.s. |  |  | Por definir | Por definir |
|  | v.s. |  |  | Por definir | Por definir |
|  | v.s. |  |  | Por definir | Por definir |
|  | v.s. |  |  | Por definir | Por definir |
|  | v.s. |  |  | Por definir | Por definir |
|  | v.s. |  |  | Por definir | Por definir |
|  | v.s. |  |  | Por definir | Por definir |
|  | v.s. |  |  | Por definir | Por definir |

| Local | Resultado | Visitante | Estadio | Fecha | Hora\|- |  | v.s. |  |  | Por definir | Por definir |
|       |           |           |         |       |         |  | v.s. |  |  | Por definir | Por definir |
|       |           |           |         |       |         |  | v.s. |  |  | Por definir | Por definir |
|       |           |           |         |       |         |  | v.s. |  |  | Por definir | Por definir |
|       |           |           |         |       |         |  | v.s. |  |  | Por definir | Por definir |
|       |           |           |         |       |         |  | v.s. |  |  | Por definir | Por definir |
|       |           |           |         |       |         |  | v.s. |  |  | Por definir | Por definir |
|       |           |           |         |       |         |  | v.s. |  |  | Por definir | Por definir |

|  | v.s. |  |  | Por definir | Por definir |
|  | v.s. |  |  | Por definir | Por definir |
|  | v.s. |  |  | Por definir | Por definir |
|  | v.s. |  |  | Por definir | Por definir |
|  | v.s. |  |  | Por definir | Por definir |
|  | v.s. |  |  | Por definir | Por definir |
|  | v.s. |  |  | Por definir | Por definir |
|  | v.s. |  |  | Por definir | Por definir |

|  | v.s. |  |  | Por definir | Por definir |
|  | v.s. |  |  | Por definir | Por definir |
|  | v.s. |  |  | Por definir | Por definir |
|  | v.s. |  |  | Por definir | Por definir |
|  | v.s. |  |  | Por definir | Por definir |
|  | v.s. |  |  | Por definir | Por definir |
|  | v.s. |  |  | Por definir | Por definir |
|  | v.s. |  |  | Por definir | Por definir |

|  | v.s. |  |  | Por definir | Por definir |
|  | v.s. |  |  | Por definir | Por definir |
|  | v.s. |  |  | Por definir | Por definir |
|  | v.s. |  |  | Por definir | Por definir |
|  | v.s. |  |  | Por definir | Por definir |
|  | v.s. |  |  | Por definir | Por definir |
|  | v.s. |  |  | Por definir | Por definir |
|  | v.s. |  |  | Por definir | Por definir |

|  | v.s. |  |  | Por definir | Por definir |
|  | v.s. |  |  | Por definir | Por definir |
|  | v.s. |  |  | Por definir | Por definir |
|  | v.s. |  |  | Por definir | Por definir |
|  | v.s. |  |  | Por definir | Por definir |
|  | v.s. |  |  | Por definir | Por definir |
|  | v.s. |  |  | Por definir | Por definir |
|  | v.s. |  |  | Por definir | Por definir |

|  | v.s. |  |  | Por definir | Por definir |
|  | v.s. |  |  | Por definir | Por definir |
|  | v.s. |  |  | Por definir | Por definir |
|  | v.s. |  |  | Por definir | Por definir |
|  | v.s. |  |  | Por definir | Por definir |
|  | v.s. |  |  | Por definir | Por definir |
|  | v.s. |  |  | Por definir | Por definir |
|  | v.s. |  |  | Por definir | Por definir |

|  | v.s. |  |  | Por definir | Por definir |
|  | v.s. |  |  | Por definir | Por definir |
|  | v.s. |  |  | Por definir | Por definir |
|  | v.s. |  |  | Por definir | Por definir |
|  | v.s. |  |  | Por definir | Por definir |
|  | v.s. |  |  | Por definir | Por definir |
|  | v.s. |  |  | Por definir | Por definir |
|  | v.s. |  |  | Por definir | Por definir |

|  | v.s. |  |  | Por definir | Por definir |
|  | v.s. |  |  | Por definir | Por definir |
|  | v.s. |  |  | Por definir | Por definir |
|  | v.s. |  |  | Por definir | Por definir |
|  | v.s. |  |  | Por definir | Por definir |
|  | v.s. |  |  | Por definir | Por definir |
|  | v.s. |  |  | Por definir | Por definir |
|  | v.s. |  |  | Por definir | Por definir |

|  | v.s. |  |  | Por definir | Por definir |
|  | v.s. |  |  | Por definir | Por definir |
|  | v.s. |  |  | Por definir | Por definir |
|  | v.s. |  |  | Por definir | Por definir |
|  | v.s. |  |  | Por definir | Por definir |
|  | v.s. |  |  | Por definir | Por definir |
|  | v.s. |  |  | Por definir | Por definir |
|  | v.s. |  |  | Por definir | Por definir |

| Jornada 18 | Jornada 18 | Jornada 18 | Jornada 18 | Jornada 18  | Jornada 18  | Jornada 18   |
| Local      | Resultado  | Visitante  | Estadio    | Fecha       | Hora        | Espectadores |
| ---------- | ---------- | ---------- | ---------- | ----------- | ----------- | ------------ |
|            | v.s.       |            |            | Por definir | Por definir | T.B.D        |
|            | v.s.       |            |            | Por definir | Por definir | T.B.D        |
|            | v.s.       |            |            | Por definir | Por definir | T.B.D        |
|            | v.s.       |            |            | Por definir | Por definir | T.B.D        |
|            | v.s.       |            |            | Por definir | Por definir | T.B.D        |
|            | v.s.       |            |            | Por definir | Por definir | T.B.D        |
|            | v.s.       |            |            | Por definir | Por definir | T.B.D        |
|            | v.s.       |            |            | Por definir | Por definir | T.B.D        |

| Jornada 19 | Jornada 19 | Jornada 19 | Jornada 19 | Jornada 19  | Jornada 19  | Jornada 19   |
| Local      | Resultado  | Visitante  | Estadio    | Fecha       | Hora        | Espectadores |
| ---------- | ---------- | ---------- | ---------- | ----------- | ----------- | ------------ |
|            | v.s.       |            |            | Por definir | Por definir | T.B.D        |
|            | v.s.       |            |            | Por definir | Por definir | T.B.D        |
|            | v.s.       |            |            | Por definir | Por definir | T.B.D        |
|            | v.s.       |            |            | Por definir | Por definir | T.B.D        |
|            | v.s.       |            |            | Por definir | Por definir | T.B.D        |
|            | v.s.       |            |            | Por definir | Por definir | T.B.D        |
|            | v.s.       |            |            | Por definir | Por definir | T.B.D        |
|            | v.s.       |            |            | Por definir | Por definir | T.B.D        |

| Jornada 20 | Jornada 20 | Jornada 20 | Jornada 20 | Jornada 20  | Jornada 20  | Jornada 20   |
| Local      | Resultado  | Visitante  | Estadio    | Fecha       | Hora        | Espectadores |
| ---------- | ---------- | ---------- | ---------- | ----------- | ----------- | ------------ |
|            | v.s.       |            |            | Por definir | Por definir | T.B.D        |
|            | v.s.       |            |            | Por definir | Por definir | T.B.D        |
|            | v.s.       |            |            | Por definir | Por definir | T.B.D        |
|            | v.s.       |            |            | Por definir | Por definir | T.B.D        |
|            | v.s.       |            |            | Por definir | Por definir | T.B.D        |
|            | v.s.       |            |            | Por definir | Por definir | T.B.D        |
|            | v.s.       |            |            | Por definir | Por definir | T.B.D        |
|            | v.s.       |            |            | Por definir | Por definir | T.B.D        |

| Jornada 21 | Jornada 21 | Jornada 21 | Jornada 21 | Jornada 21  | Jornada 21  | Jornada 21   |
| Local      | Resultado  | Visitante  | Estadio    | Fecha       | Hora        | Espectadores |
| ---------- | ---------- | ---------- | ---------- | ----------- | ----------- | ------------ |
|            | v.s.       |            |            | Por definir | Por definir | T.B.D        |
|            | v.s.       |            |            | Por definir | Por definir | T.B.D        |
|            | v.s.       |            |            | Por definir | Por definir | T.B.D        |
|            | v.s.       |            |            | Por definir | Por definir | T.B.D        |
|            | v.s.       |            |            | Por definir | Por definir | T.B.D        |
|            | v.s.       |            |            | Por definir | Por definir | T.B.D        |
|            | v.s.       |            |            | Por definir | Por definir | T.B.D        |
|            | v.s.       |            |            | Por definir | Por definir | T.B.D        |

| Jornada 22 | Jornada 22 | Jornada 22 | Jornada 22 | Jornada 22  | Jornada 22  | Jornada 22   |
| Local      | Resultado  | Visitante  | Estadio    | Fecha       | Hora        | Espectadores |
| ---------- | ---------- | ---------- | ---------- | ----------- | ----------- | ------------ |
|            | v.s.       |            |            | Por definir | Por definir | T.B.D        |
|            | v.s.       |            |            | Por definir | Por definir | T.B.D        |
|            | v.s.       |            |            | Por definir | Por definir | T.B.D        |
|            | v.s.       |            |            | Por definir | Por definir | T.B.D        |
|            | v.s.       |            |            | Por definir | Por definir | T.B.D        |
|            | v.s.       |            |            | Por definir | Por definir | T.B.D        |
|            | v.s.       |            |            | Por definir | Por definir | T.B.D        |
|            | v.s.       |            |            | Por definir | Por definir | T.B.D        |

| Jornada 23 | Jornada 23 | Jornada 23 | Jornada 23 | Jornada 23  | Jornada 23  | Jornada 23   |
| Local      | Resultado  | Visitante  | Estadio    | Fecha       | Hora        | Espectadores |
| ---------- | ---------- | ---------- | ---------- | ----------- | ----------- | ------------ |
|            | v.s.       |            |            | Por definir | Por definir | T.B.D        |
|            | v.s.       |            |            | Por definir | Por definir | T.B.D        |
|            | v.s.       |            |            | Por definir | Por definir | T.B.D        |
|            | v.s.       |            |            | Por definir | Por definir | T.B.D        |
|            | v.s.       |            |            | Por definir | Por definir | T.B.D        |
|            | v.s.       |            |            | Por definir | Por definir | T.B.D        |
|            | v.s.       |            |            | Por definir | Por definir | T.B.D        |
|            | v.s.       |            |            | Por definir | Por definir | T.B.D        |

| Jornada 24 | Jornada 24 | Jornada 24 | Jornada 24 | Jornada 24  | Jornada 24  | Jornada 24   |
| Local      | Resultado  | Visitante  | Estadio    | Fecha       | Hora        | Espectadores |
| ---------- | ---------- | ---------- | ---------- | ----------- | ----------- | ------------ |
|            | v.s.       |            |            | Por definir | Por definir | T.B.D        |
|            | v.s.       |            |            | Por definir | Por definir | T.B.D        |
|            | v.s.       |            |            | Por definir | Por definir | T.B.D        |
|            | v.s.       |            |            | Por definir | Por definir | T.B.D        |
|            | v.s.       |            |            | Por definir | Por definir | T.B.D        |
|            | v.s.       |            |            | Por definir | Por definir | T.B.D        |
|            | v.s.       |            |            | Por definir | Por definir | T.B.D        |
|            | v.s.       |            |            | Por definir | Por definir | T.B.D        |

| Jornada 25 | Jornada 25 | Jornada 25 | Jornada 25 | Jornada 25  | Jornada 25  | Jornada 25   |
| Local      | Resultado  | Visitante  | Estadio    | Fecha       | Hora        | Espectadores |
| ---------- | ---------- | ---------- | ---------- | ----------- | ----------- | ------------ |
|            | v.s.       |            |            | Por definir | Por definir | T.B.D        |
|            | v.s.       |            |            | Por definir | Por definir | T.B.D        |
|            | v.s.       |            |            | Por definir | Por definir | T.B.D        |
|            | v.s.       |            |            | Por definir | Por definir | T.B.D        |
|            | v.s.       |            |            | Por definir | Por definir | T.B.D        |
|            | v.s.       |            |            | Por definir | Por definir | T.B.D        |
|            | v.s.       |            |            | Por definir | Por definir | T.B.D        |
|            | v.s.       |            |            | Por definir | Por definir | T.B.D        |

| Jornada 26 | Jornada 26 | Jornada 26 | Jornada 26 | Jornada 26  | Jornada 26  | Jornada 26   |
| Local      | Resultado  | Visitante  | Estadio    | Fecha       | Hora        | Espectadores |
| ---------- | ---------- | ---------- | ---------- | ----------- | ----------- | ------------ |
|            | v.s.       |            |            | Por definir | Por definir | T.B.D        |
|            | v.s.       |            |            | Por definir | Por definir | T.B.D        |
|            | v.s.       |            |            | Por definir | Por definir | T.B.D        |
|            | v.s.       |            |            | Por definir | Por definir | T.B.D        |
|            | v.s.       |            |            | Por definir | Por definir | T.B.D        |
|            | v.s.       |            |            | Por definir | Por definir | T.B.D        |
|            | v.s.       |            |            | Por definir | Por definir | T.B.D        |
|            | v.s.       |            |            | Por definir | Por definir | T.B.D        |

| Jornada 27 | Jornada 27 | Jornada 27 | Jornada 27 | Jornada 27  | Jornada 27  | Jornada 27   |
| Local      | Resultado  | Visitante  | Estadio    | Fecha       | Hora        | Espectadores |
| ---------- | ---------- | ---------- | ---------- | ----------- | ----------- | ------------ |
|            | v.s.       |            |            | Por definir | Por definir | T.B.D        |
|            | v.s.       |            |            | Por definir | Por definir | T.B.D        |
|            | v.s.       |            |            | Por definir | Por definir | T.B.D        |
|            | v.s.       |            |            | Por definir | Por definir | T.B.D        |
|            | v.s.       |            |            | Por definir | Por definir | T.B.D        |
|            | v.s.       |            |            | Por definir | Por definir | T.B.D        |
|            | v.s.       |            |            | Por definir | Por definir | T.B.D        |
|            | v.s.       |            |            | Por definir | Por definir | T.B.D        |

| Jornada 28 | Jornada 28 | Jornada 28 | Jornada 28 | Jornada 28  | Jornada 28  | Jornada 28   |
| Local      | Resultado  | Visitante  | Estadio    | Fecha       | Hora        | Espectadores |
| ---------- | ---------- | ---------- | ---------- | ----------- | ----------- | ------------ |
|            | v.s.       |            |            | Por definir | Por definir | T.B.D        |
|            | v.s.       |            |            | Por definir | Por definir | T.B.D        |
|            | v.s.       |            |            | Por definir | Por definir | T.B.D        |
|            | v.s.       |            |            | Por definir | Por definir | T.B.D        |
|            | v.s.       |            |            | Por definir | Por definir | T.B.D        |
|            | v.s.       |            |            | Por definir | Por definir | T.B.D        |
|            | v.s.       |            |            | Por definir | Por definir | T.B.D        |
|            | v.s.       |            |            | Por definir | Por definir | T.B.D        |

| Jornada 29 | Jornada 29 | Jornada 29 | Jornada 29 | Jornada 29  | Jornada 29  | Jornada 29   |
| Local      | Resultado  | Visitante  | Estadio    | Fecha       | Hora        | Espectadores |
| ---------- | ---------- | ---------- | ---------- | ----------- | ----------- | ------------ |
|            | v.s.       |            |            | Por definir | Por definir | T.B.D        |
|            | v.s.       |            |            | Por definir | Por definir | T.B.D        |
|            | v.s.       |            |            | Por definir | Por definir | T.B.D        |
|            | v.s.       |            |            | Por definir | Por definir | T.B.D        |
|            | v.s.       |            |            | Por definir | Por definir | T.B.D        |
|            | v.s.       |            |            | Por definir | Por definir | T.B.D        |
|            | v.s.       |            |            | Por definir | Por definir | T.B.D        |
|            | v.s.       |            |            | Por definir | Por definir | T.B.D        |

| Jornada 30 | Jornada 30 | Jornada 30 | Jornada 30 | Jornada 30  | Jornada 30  | Jornada 30   |
| Local      | Resultado  | Visitante  | Estadio    | Fecha       | Hora        | Espectadores |
| ---------- | ---------- | ---------- | ---------- | ----------- | ----------- | ------------ |
|            | v.s.       |            |            | Por definir | Por definir | T.B.D        |
|            | v.s.       |            |            | Por definir | Por definir | T.B.D        |
|            | v.s.       |            |            | Por definir | Por definir | T.B.D        |
|            | v.s.       |            |            | Por definir | Por definir | T.B.D        |
|            | v.s.       |            |            | Por definir | Por definir | T.B.D        |
|            | v.s.       |            |            | Por definir | Por definir | T.B.D        |
|            | v.s.       |            |            | Por definir | Por definir | T.B.D        |
|            | v.s.       |            |            | Por definir | Por definir | T.B.D        |

| Jornada 31 | Jornada 31 | Jornada 31 | Jornada 31 | Jornada 31  | Jornada 31  | Jornada 31   |
| Local      | Resultado  | Visitante  | Estadio    | Fecha       | Hora        | Espectadores |
| ---------- | ---------- | ---------- | ---------- | ----------- | ----------- | ------------ |
|            | v.s.       |            |            | Por definir | Por definir | T.B.D        |
|            | v.s.       |            |            | Por definir | Por definir | T.B.D        |
|            | v.s.       |            |            | Por definir | Por definir | T.B.D        |
|            | v.s.       |            |            | Por definir | Por definir | T.B.D        |
|            | v.s.       |            |            | Por definir | Por definir | T.B.D        |
|            | v.s.       |            |            | Por definir | Por definir | T.B.D        |
|            | v.s.       |            |            | Por definir | Por definir | T.B.D        |
|            | v.s.       |            |            | Por definir | Por definir | T.B.D        |

| Jornada 32 | Jornada 32 | Jornada 32 | Jornada 32 | Jornada 32  | Jornada 32  | Jornada 32   |
| Local      | Resultado  | Visitante  | Estadio    | Fecha       | Hora        | Espectadores |
| ---------- | ---------- | ---------- | ---------- | ----------- | ----------- | ------------ |
|            | v.s.       |            |            | Por definir | Por definir | T.B.D        |
|            | v.s.       |            |            | Por definir | Por definir | T.B.D        |
|            | v.s.       |            |            | Por definir | Por definir | T.B.D        |
|            | v.s.       |            |            | Por definir | Por definir | T.B.D        |
|            | v.s.       |            |            | Por definir | Por definir | T.B.D        |
|            | v.s.       |            |            | Por definir | Por definir | T.B.D        |
|            | v.s.       |            |            | Por definir | Por definir | T.B.D        |
|            | v.s.       |            |            | Por definir | Por definir | T.B.D        |

| Jornada 33 | Jornada 33 | Jornada 33 | Jornada 33 | Jornada 33  | Jornada 33  | Jornada 33   |
| Local      | Resultado  | Visitante  | Estadio    | Fecha       | Hora        | Espectadores |
| ---------- | ---------- | ---------- | ---------- | ----------- | ----------- | ------------ |
|            | v.s.       |            |            | Por definir | Por definir | T.B.D        |
|            | v.s.       |            |            | Por definir | Por definir | T.B.D        |
|            | v.s.       |            |            | Por definir | Por definir | T.B.D        |
|            | v.s.       |            |            | Por definir | Por definir | T.B.D        |
|            | v.s.       |            |            | Por definir | Por definir | T.B.D        |
|            | v.s.       |            |            | Por definir | Por definir | T.B.D        |
|            | v.s.       |            |            | Por definir | Por definir | T.B.D        |
|            | v.s.       |            |            | Por definir | Por definir | T.B.D        |

| Jornada 34 | Jornada 34 | Jornada 34 | Jornada 34 | Jornada 34  | Jornada 34  | Jornada 34   |
| Local      | Resultado  | Visitante  | Estadio    | Fecha       | Hora        | Espectadores |
| ---------- | ---------- | ---------- | ---------- | ----------- | ----------- | ------------ |
|            | v.s.       |            |            | Por definir | Por definir | T.B.D        |
|            | v.s.       |            |            | Por definir | Por definir | T.B.D        |
|            | v.s.       |            |            | Por definir | Por definir | T.B.D        |
|            | v.s.       |            |            | Por definir | Por definir | T.B.D        |
|            | v.s.       |            |            | Por definir | Por definir | T.B.D        |
|            | v.s.       |            |            | Por definir | Por definir | T.B.D        |
|            | v.s.       |            |            | Por definir | Por definir | T.B.D        |
|            | v.s.       |            |            | Por definir | Por definir | T.B.D        |

## Fichajes

### Fichajes más caros del mercado de verano
| Jugador               | Club de destino       | Club de origen             | Precio (€) | Ref.   |
| --------------------- | --------------------- | -------------------------- | ---------- | ------ |
| Jonathan Rowe         | Olympique de Marsella | Norwich City Football Club | 14.500.000 | [ 32 ] |
| Pierre-Emile Højbjerg | Olympique de Marsella | Tottenham Hotspur          | 13.500.000 | [ 33 ] |
| Isak Jansson          | OGC Niza              | Rapid Viena                | 10.000.000 | [ 34 ] |
| Nhoa Sangui           | Paris FC              | Stade Reims                | 9.500.000  | [ 35 ] |
| Soumaïla Coulibaly    | Racing Estrasburgo    | Borussia Dortmund          | 7.500.000  | [ 36 ] |
| Pape Demba Diop       | Racing Estrasburgo    | Zulte Waregem              | 7.500.000  | [ 37 ] |
| Moses Simon           | Paris FC              | FC Nantes                  | 7.000.000  | [ 35 ] |

| Datos actualizados a 11 de julio de 2025. Fuentes: |

### Árbitros
La siguiente tabla enumera a los árbitros principales designados para la temporada 2025-2026 del campeonato de Francia de Ligue 1:
| Árbitro             | Liga                     |
| ------------------- | ------------------------ |
| Gaël Angoula        | Occitania                |
| Benoît Bastien      | Alsacia-Lorena-Champagne |
| Ruddy Buquet        | Altos de Francia         |
| Hakim Ben El Hadj   | Auvernia-Ródano-Alpes    |
| Marc Bollengier     | Altos de Francia         |
| Jérôme Brisard      | Países del Loira         |
| Bastien Dechepy     | Alsacia-Lorena-Champagne |
| Willy Delajod       | Auvernia-Ródano-Alpes    |
| Stéphanie Frappart  | París Isla de Francia    |
| Abdelatif Kherradji | Occitania                |
| Thomas Léonard      | Alsacia-Lorena-Champagne |
| François Letexier   | Bretaña                  |
| Romain Lissorgue    | París Isla de Francia    |
| Benoît Millot       | París Isla de Francia    |
| Guillaume Paradis   | Países del Loira         |
| Jérémie Pignard     | Auvernia-Ródano-Alpes    |
| Jérémy Stinat       | Nueva Aquitania          |
| Clément Turpin      | Borgoña-Franco Condado   |
| Mathieu Vernice     | Mediterráneo             |
| Eric Wattellier     | Occitania                |